# 스페이스X CRS-1

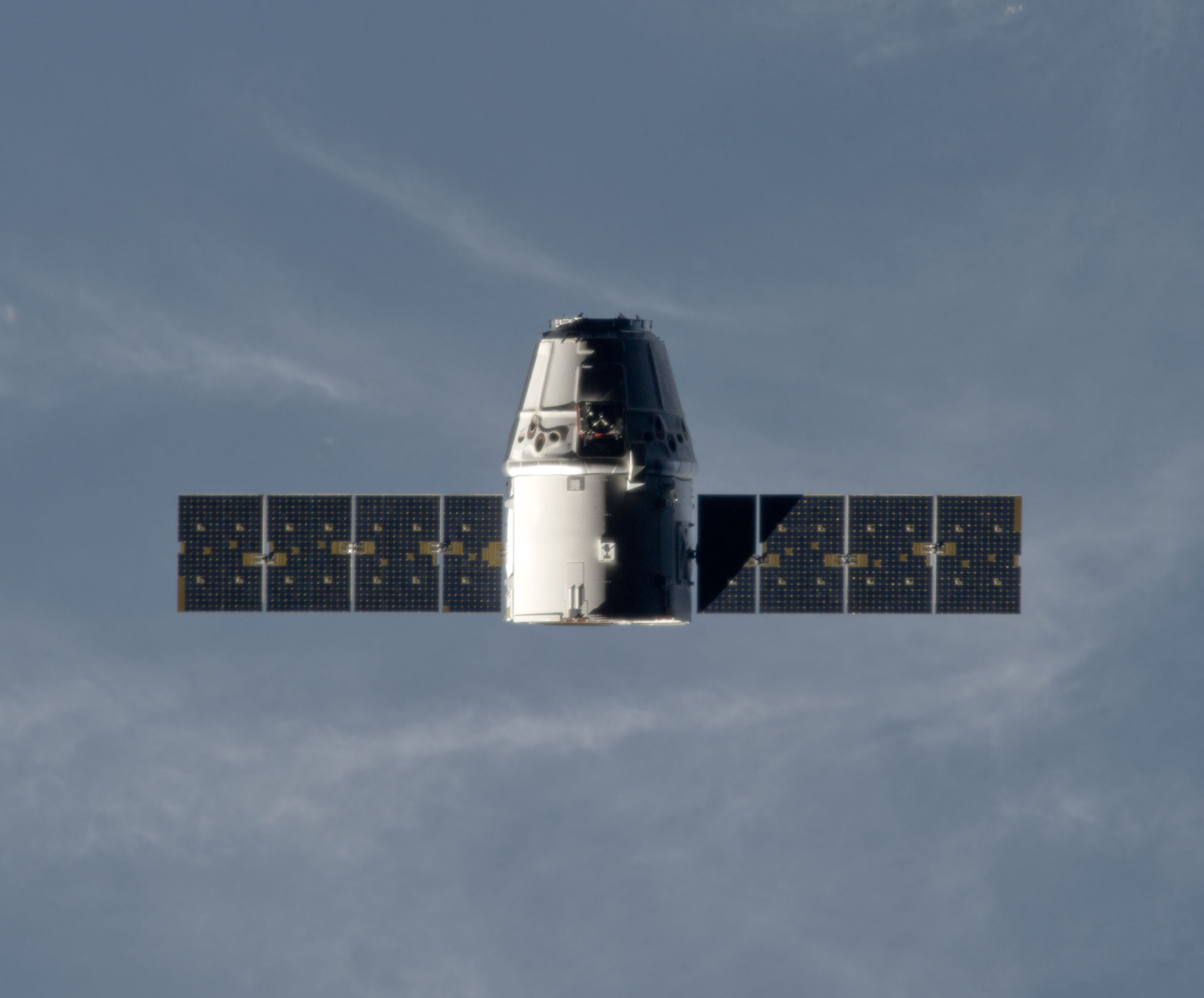

스페이스X CRS-1(SpaceX CRS-1) 또는 SpX-1은 미국 항공 우주국(NASA)과의 커머셜 리서플라이 서비스(CRS-1) 계약에 따라 국제우주정거장에 대한 스페이스X의 첫 번째 작전 화물 임무였다. 이는 무인 드래곤 화물 우주선의 세 번째 비행이자 회사의 2단 팰컨 9 발사체의 네 번째 전체 비행이었다. 발사는 2012년 10월 8일 00:34:07 UTC에 이루어졌다.

## 같이 보기
- 팰컨 9 / 팰컨 헤비 발사 목록